# Michael Atiyah
Michael Francis Atiyah (Londra, 22 aprile 1929 – Edimburgo, 11 gennaio 2019) è stato un matematico britannico, noto per i suoi numerosi contributi alla geometria. È cresciuto in Sudan e in Egitto, ma ha trascorso gran parte della sua carriera accademica a Oxford, Cambridge e Princeton.

## Biografia e carriera
Di madre scozzese e padre libanese, benché nato a Londra, Atiyah passò i primi anni della sua vita soprattutto a il Cairo e nel Sudan. Intraprese gli studi presso la Manchester Grammar School e il Trinity College di Cambridge. Fu studente di Hodge a Cambridge, dove rimase anche per la tesi di dottorato, che concluse nel 1955. Passò quindi un anno all'Institute for Advanced Study di Princeton. Nel 1961 si spostò da Cambridge a Oxford presso il St Catherine's College.
Nel 1969 tornò a Princeton per tre anni, per tornare poi ancora a Oxford. Nel 1990 si spostò definitivamente verso Cambridge, ove divenne direttore dell'Isaac Newton Institute for Mathematical Sciences al momento della sua fondazione. Ha collaborato con Raoul Bott, Friedrich Hirzebruch e Isadore Singer, tutti incontrati a Princeton nel 1955. Con Hirzebruch ha fondato la K-teoria topologica, un importante strumento della topologia algebrica, che descrive le modalità in cui può essere alterato uno spazio in un numero più alto di dimensioni. Il suo risultato più noto è il teorema dell'indice di Atiyah–Singer, dimostrato con Singer nel 1963, un risultato fondamentale e ampiamente utilizzato che può essere usato per contare il numero di soluzioni indipendenti di molte equazioni differenziali importanti. Più recentemente ha lavorato su argomenti ispirati dalla fisica teorica, quali gli istantoni e i monopoli, responsabili di alcune sottili correzioni alla teoria quantistica dei campi.
Per le sue ricerche ha ricevuto numerosi riconoscimenti tra i quali la Medaglia Fields nel 1966, la Medaglia Copley nel 1988 e il Premio Abel nel 2004. Ha inoltre ricevuto numerose onorificenze tra le quali l'Ordine al Merito. Figlio dello scrittore libanese Edward Atiyah e di Scot Jean Levens, Michael Atiyah è nato a Hampstead, Londra. Ha due fratelli e una sorella: Patrick, professore di legge, Joe, e Selma. Tra il 1934 e il 1941 ha frequentato la scuola elementare presso la scuola diocesana a Khartoum, nel Sudan. Tra il 1941 e il 1945 ha frequentato le scuole superiori al Victoria College del Cairo, una scuola frequentata anche dalla nobiltà europea rifugiatasi nel Paese in seguito alla seconda guerra mondiale e da molti dei futuri leader delle nazioni arabe.
È tornato in Inghilterra per concludere gli studi superiori alla Manchester Grammar School (1945−1947), dove ha anche svolto il servizio nazionale presso i Royal Electrical and Mechanical Engineers (1947−1949). Si è laureato al Trinity College di Cambridge nel 1955 e ha vinto un posto per il dottorato di ricerca con William V. D. Hodge per una tesi dal titolo: “Alcune applicazioni dei metodi topologici nella geometria algebrica”.
Il 30 luglio 1955 Michael Atiyah ha sposato Lily Brown, con la quale ha avuto tre figli. Ha trascorso l'anno accademico 1955−1956 presso l'Institute for Advanced Study di Princeton, per poi tornare all'Università di Cambridge, dove è stato ricercatore e assistente (1957−1958), poi professore e tutor al Pembroke College (1958−1961). Nel 1961 si è trasferito all'Università di Oxford, dove è stato lettore e tutor al St Catherine's College (1961−1963). Dal 1963 al 1969 è stato professore di geometria e borsista al New College di Oxford. In seguito ha accettato un incarico triennale presso l'Institute for Advanced Study di Princeton, dopo il quale è tornato a Oxford come Professore della Royal Society Research e borsista al St Catherine's College. È stato presidente della Società matematica di Londra dal 1974 al 1976.
Atiyah è stato molto attivo sulla scena internazionale, ad esempio come presidente delle Conferenze Pugwash sulla Scienza e gli Affari mondiali dal 1997 al 2002. Ha inoltre contribuito alla fondazione del Comitato interaccademico sulle questioni internazionali, dell'Associazione delle Accademie europee (ALLEA) e della Società matematica europea (EMS).
Nel Regno Unito fu cofondatore dell'Isaac Newton Institute for Mathematical Sciences a Cambridge, del quale fu il primo direttore (1990−1996). È stato presidente della Royal Society (1990−1995), Master del Trinity College a Cambridge (1990−1997) e Cancelliere dell'Università di Leicester (1995−2005). Nel 2005 divenne presidente della Royal Society di Edimburgo.

## Contributi
Atiyah fu uno dei fondatori, assieme a Hirzebruch, della K-teoria topologica, una branca della topologia algebrica. Collaborò con molti altri matematici, tra cui Raoul Bott e Isadore M. Singer; con quest'ultimo formulò il Teorema dell'indice di Atiyah-Singer. Questo lo portò quindi a studiare la teoria delle rappresentazioni e l'equazione del calore sulle varietà.
Successivamente si interessò della teoria di gauge, soprattutto alla teoria di Yang-Mills, aprendo le porte al lavoro di molti altri fisici e matematici, come Witten.
Tra i molti studenti di Atiyah ci sono molti matematici illustri, come Simon Donaldson e Nigel Hitchin.
Atiyah ricevette la medaglia Fields nel 1966, la medaglia Copley nel 1988, il Premio Abel nel 2004. Fu decorato dell'Order of Merit nel 1992. Negli anni novanta fu presidente della Royal Society e direttore del Trinity College. Nel 1981 ricevette anche il Premio Internazionale Feltrinelli dell'Accademia Nazionale dei Lincei.
Atiyah è socio straniero dell'Accademia dei Lincei.
Atiyah ha collaborato con molti altri matematici. Le sue tre principali collaborazioni sono state quelle con Raoul Bott sul teorema del punto fisso di Atiyah-Bott; quella Isadore M. Singer sul teorema dell'indice di Atiyah–Singer; e con Friedrich Hirzebruch sulla K-teoria topologica.
Tra le sue altre collaborazioni quella con John F. Adams (sul problema delle invarianti di Hopf), Jurgen Berndt (piani proiettivi), Roger Bielawski (problema di Berry–Robbins), Howard Donnelly (funzioni L), Vladimir G. Drinfeld (istantoni), Jochan L. Dupont (singolarità dei campi vettoriali), Lars Garding (equazioni differenziali iperboliche), Nigel J. Hitchin (monopoli), William V. D. Hodge (integrali del secondo tipo), Michael Hopkins (teoria K), Lisa Jeffrey (lagrangiane di tipo topologico), John D. S. Jones (teoria di Yang–Mills), Juan Maldacena (teoria M), Yuri I. Manin (istantoni), Nick S. Manton (Skyrmioni), Vijay K. Patodi (asimmetria dello spettro), A. N. Pressle (convessità), Elmer Rees (fasci di vettori), Wilfried Schmid (rappresentazioni delle serie discrete), Graeme Segal (teoria K equivariante), Alexander Shapiro (algebra di Clifford), L. Smith (gruppi di sfere in omotopia), Paul Sutcliffe (poliedri), D. O. Tall (anelli lambda), John A. Todd (varietà di Stiefel), Cumrun Vafa (teoria M), Richard S. Ward (istantoni) e Edward Witten (teoria M, teorie topologiche dei campi quantistici).
Le sue ricerche successive sulle teorie del campo di gauge, in particolare sulla teoria di Yang – Mills, hanno stimolato importanti interazioni tra geometria e fisica, soprattutto grazie al lavoro con Edward Witten.
Tra gli studenti di Michael Atiyah ricordiamo Peter Braam (1987), Simon Donaldson (1983), David Elworthy (1967), Howard Fegan (1977), Eric Grunwald (1977), Nigel Hitchin (1972), Lisa Jeffrey (1991), Frances Kirwan (1984), Peter Kronheimer (1986), Ruth Lawrence (1989), George Lusztig (1971), Jack Morava (1968), Michael Murray (1983), Peter Newstead (1966), Ian Porteous (1961), John Roe (1985), Brian Sanderson (1963), Rolph Schwarzenberger (1960), Graeme Segal (1967), David Tall (1966) e Graham White (1982).
Tra i matematici contemporanei che hanno influenzato il lavoro di Atiyah si ricordano Roger Penrose, Lars Hörmander, Alain Connes e Jean-Michel Bismut. Atiyah ha dichiarato che il matematico da lui più ammirato è Hermann Weyl, e che i suoi matematici preferiti prima del XX secolo sono Bernhard Riemann e William Rowan Hamilton.
Nel 2018 annuncia di aver dimostrato il secolare problema dell'ipotesi di Riemann, mediante una dimostrazione per assurdo. Non è stata ancora fatta nessuna verifica della dimostrazione da parte della comunità scientifica.